# Paxillosida
Los paxilósidos (Paxillosida) son un orden de equinodermos asteroideos capaces de excavar en sedimentos arenosos. Se caracterizan por poseer pies ambulacrales en forma de tubo y acabados en punta, que se han interpretado como primitivos por algunos autores.
Tienen 5 brazos o más, las placas abactinales generalmente son paxiliformes (con paxilas), tiene pápulas únicamente sobre la superficie abactinal. Las placas marginales son largas. Las espinas adambulacrales están en series paralelas. Tienen placas súpero e ínferomarginales conspicuas. El área abactinal presenta paxilas prominentes. El área actinal interradial con pequeñas placas. La ornamentación adambulacral y las placas orales son prominentes y conspicuas, con quilla y surco medio. Las placas ínferomarginales generalmente están cubiertas de espinas y son susceptibles a desarrollar puntas o escamas. La madreporita tiene franjas sinuosas y numerosas hendiduras transversales, generalmente está cubierta de paxilas. Los pies ambulacrales son biseriados, a menudo cónicos y con una ventosa rudimentaria (cuando se presenta).

## Taxonomía
Contiene unas 255 especies en 46 géneros i 8 familias:
- Astropectinidae
- Ctenodiscidae
- Goniopectinidae
- Luidiidae
- Paleobenthopectinidae †
- Porcellanasteridae
- Pseudarchasteridae
- Radiasteridae